# Glenea subelegantissima
Glenea subelegantissima là một loài bọ cánh cứng trong họ Cerambycidae.